# نيك ماي
نيك ماي هو متسابق دراجات نارية كندي، ولد في 4 أبريل 1988 في أوتاوا في كندا.
بدأ ماي السباق في عام 2002 وحصل على العديد من بطولات الهواة طوال فترة شبابه. في سنته الأخيرة كهاوٍ، تسابق ماي وهو مصاب بكسر في ساقه ليجمع نقاطًا كافية لتحقيق هدفه الموسمي المتمثل في الفوز ببطولتين متوسطتين، ووصل إلى هدفه وخرج ببطولة (بالإنجليزية: MX1) و(بالإنجليزية: MX2) المتوسطة للموتوكروس لعام 2009.